# 13192 Квайн
13192 Куайн (13192 Quine) — астероїд головного поясу, відкритий 31 січня 1997 року.
Тіссеранів параметр щодо Юпітера — 3,587.